# Sejm konwokacyjny 1696
Sejm konwokacyjny 1696 – sejm konwokacyjny I Rzeczypospolitej został zwołany 27 czerwca 1696 roku do Warszawy. 
Sejmiki przedsejmowe w województwach odbyły się 27 lipca 1696 roku. Marszałkiem sejmu obrano Stefana Humieckiego, stolnika podolskiego. 
Obrady sejmu trwały od 29 sierpnia do 28 września 1696 roku. Sejm został częściowo zerwany przez Łukasza Horodyńskiego.